# Skötufjörður
Lo Skötufjörður (in lingua islandese: Fiordo della razza) è un fiordo laterale dell'ampio Ísafjarðardjúp, nella regione dei Vestfirðir, i fiordi occidentali dell'Islanda.

## Descrizione
Lo Skötufjörður è una delle numerose diramazioni presenti nella sponda meridionale del grande fiordo Ísafjarðardjúp; attualmente è pressoché disabitato. È largo solo 1,5 km e si estende per 18 km nell'entroterra. È situato tra Hestfjörður e Mjóifjörður.
Non c'è alcun villaggio sulle ripide sponde del fiordo ed è presente una sola fattoria abitata, Hvítanes. Gli abitanti gestiscono un piccolo e semplice ristorante per i turisti nella fattoria "Litlibær", sulla riva occidentale. La Litlibær è stata costruita nel 1895; è stata abitata fino al 1969; ora è stata ristrutturata dal Þjóðminjasafn, il Museo Nazionale dell'Islanda.
Nel 1950 c'erano otto fattorie abitate nello Skötufjörður: Hvítanes, Litlibær, Eyri, Kleifar, Borg, Kálfavík, Hjallar e Skarð, ma nel 1969 quattro di queste risultavano già abbandonate.

## Accessibilità
La strada S61 Djúpvegur, che è asfaltata in questo tratto del suo percorso, contorna l'intero fiordo per una lunghezza di 32 chilometri.